# 마쓰다이라 가타오키

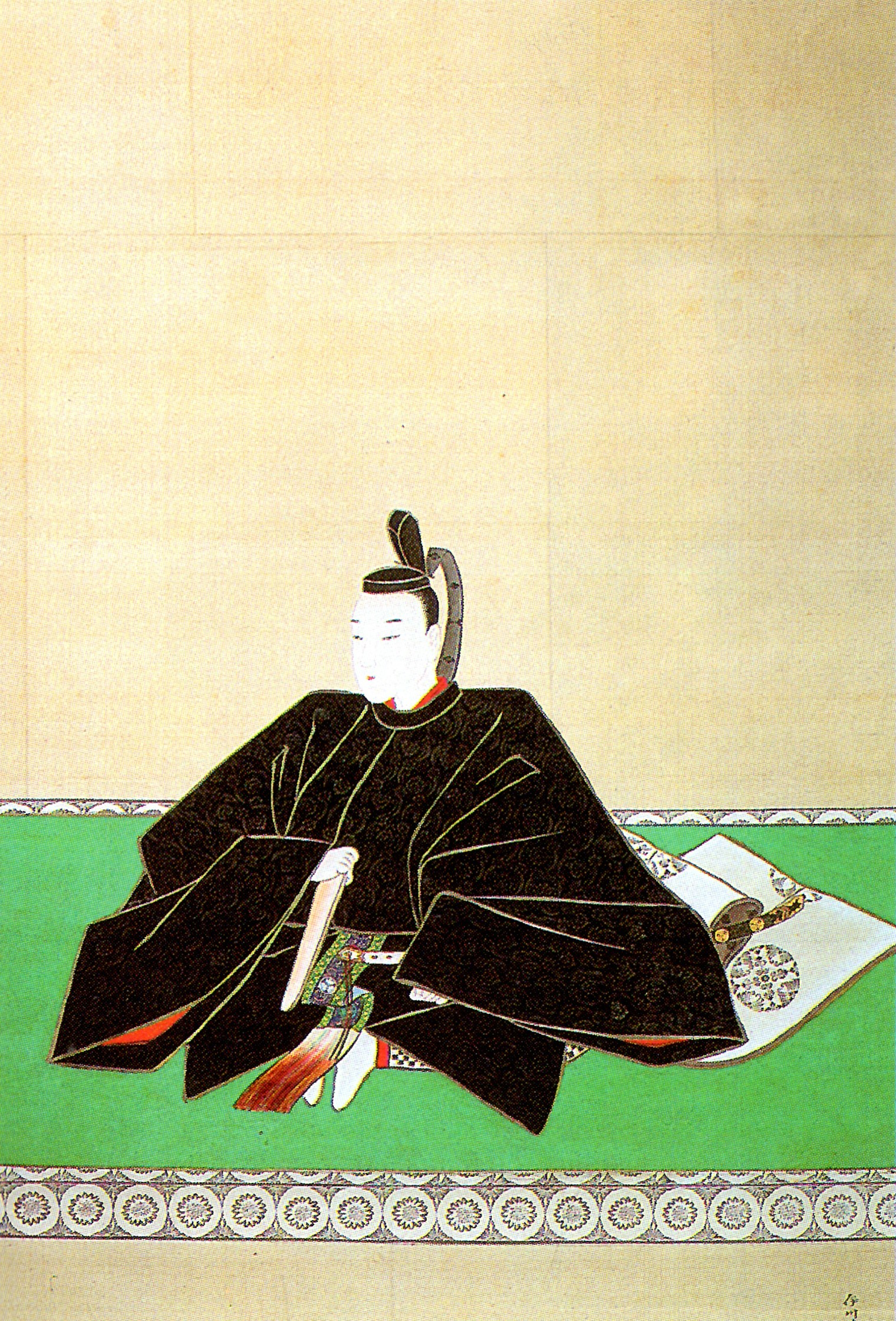
마쓰다이라 가타오키

마쓰다이라 가타오키(일본어: 松平容住, 1779년 1월 7일 ~ 1806년 2월 15일)는 일본 에도 시대의 다이묘로, 아이즈번의 6대 번주이다. 관위는 종4위하, 히고노카미이다.
3대 번주 마쓰다이라 마사카타의 손자인 마쓰다이라 가타사다의 맏아들로 태어났다. 아버지 가타사다가 선대 번주 마쓰다이라 가타노부의 양자로 들어갔으나, 가문을 상속하기 전에 사망하자, 분카 2년(1805년)에 가타노부가 죽었을 때 가타오키가 그 뒤를 이어 번주가 되었다. 가타노부와 마찬가지로 다나카 하루나카를 등용하여 개혁을 실행하려 했으나, 번주 취임 후 1년도 되지 않아 그해 28세로 사망하였다. 둘째 아들 가타히로가 그 뒤를 이었다.
| 전임 마쓰다이라 가타노부 | 제6대 아이즈번 번주 (호시나 마쓰다이라 가문) 1805년 ~ 1806년 | 후임 마쓰다이라 가타히로 |